# Vanløse IF
A Vanløse IF, teljes nevén Vanløse Idræts Forening egy dán labdarúgócsapat. A klubot 1911-ben alapították, székhelye Vanløse városa. A negyedosztályban szerepel.

## Jelenlegi keret
2008. március 30. szerint.
| #  |     | Poszt | Név                     |
| -- | --- | ----- | ----------------------- |
| 1  | DEN | K     | Per Rasmussen           |
| 2  | DEN | V     | Martin "Gambi" Johansen |
| 4  | DEN | V     | Morten Emil Rylander    |
| 7  | DEN | CS    | Tony Vasquez            |
| 10 | DEN | CS    | Lars "Lille" Andersen   |
| 11 | DEN | CS    | Anders Clausen          |
| 13 | DEN | CS    | Danni "True" Petersen   |
| 14 | DEN | CS    | Andreas Petersen        |

| #  |     | Poszt | Név               |
| -- | --- | ----- | ----------------- |
| 15 | DEN | CS    | Jonas Lundqvist   |
| 16 | DEN | CS    | Kasper Kristensen |
| 17 | DEN | CS    | Patrick Hørby     |
| 19 | DEN | CS    | Kasper Duelund    |
| 20 | DEN | CS    | Kasper Thorsvang  |
| 21 | DEN | CS    | Rasmus Lucht      |
| 97 | DEN | CS    | Jonas Bay         |
| 99 | DEN | CS    | Anes Basic        |

## Sikerek
- Kupagyőztes: 1974

## Külső hivatkozások
- Hivatalos weboldal (dánul)